# Judeus na Bolívia
A história dos judeus na Bolívia se estende desde o período colonial da Bolívia no século 16 até o final do século XIX. No período colonial, os marranos da Espanha se estabeleceram no país. Alguns trabalhavam nas minas de prata de Potosí e outros estavam entre os pioneiros que ajudaram a fundar Santa Cruz de la Sierra em 1557. Alguns costumes ainda existentes na região sugerem uma possível ascendência judaica marrana, mas os únicos documentos que existem são da Inquisição peruana.
Durante o século XX, um substancial assentamento judaico começou na Bolívia. Em 1905, um grupo de judeus russos, seguidos por argentinos e depois por algumas famílias sefarditas da Turquia e do Oriente Próximo, estabeleceram-se na Bolívia. Nas últimas décadas, a comunidade judaica da Bolívia diminuiu significativamente, muitos deles migrando para outros países como Israel, Estados Unidos e Argentina. A comunidade judaica na Bolívia tem aproximadamente 500 membros com uma população alargada de 700, a maioria deles localizada em Santa Cruz de la Sierra, seguida por La Paz e Cochabamba, tendo a presença de sinagogas em todas estas cidades.

## Século XX
Durante a onda de imigração de 1938-1940, os refugiados judeus receberam ajuda do empresário judeu alemão Maurice Hochschild, que tinha investimentos na Bolívia. Ele ajudou a obter vistos para imigrantes judeus da Europa e ajudou a fundar a Sociedade de Proteção aos Imigrantes Israelitas. Trabalhando com a Sociedad Colonizadora de Bolivia, Maurice Hochschild ajudou a desenvolver projetos agrícolas rurais para refugiados judeus. Os refugiados, no entanto, enfrentaram muitas dificuldades e as fazendas nunca foram capazes de se tornar auto-suficientes.

## Século XXI
A partir de 2015, estima-se que a comunidade judaica na Bolívia diminuiu gradualmente e a falta de jovens, quando terminam o ensino médio, vai para universidades no exterior, especialmente na Argentina, Brasil, Estados Unidos e Israel, e não retornam. A Escola Boliviano Israelita, localizada em La Paz, tem 294 estudantes, dos quais apenas um é judeu.
Na década de 1990 a comunidade tinha cerca de 700 membros, a população judaica da Bolívia permaneceu estável desde então. Eles ganharam alguns imigrantes, principalmente da Argentina, que praticamente compensaram o êxodo juvenil de estudantes saindo para a faculdade.

## Antissemitismo
Históricamente o governo boliviano tem recebido no século XX refugiados nazistas. Nas últimas décadas, o grau de anti-semitismo na Bolívia foi consideravelmente aumentado por vários grupos e em vários momentos. Durante a administração de Germán Busch Becerra, na década de 1930, a comunidade judaica alcançou uma estabilidade sustentada. No entanto, os presidentes que sucederam Busch ficaram menos entusiasmados com a migração judaica, manifestando o anti-semitismo em várias ocasiões, principalmente nas cidades de La Paz e Cochabamba, onde ocorreram infelizes ataques a empresas e agências comunitárias judaicas. No Século XXI as ditaduras militares do país receberam nazistas em seu território.
Em janeiro de 2009, o governo Morales rompeu com Israel, declarando-o "um estado terrorista e genocida". Além disso, o governo boliviano cancelou um acordo estabelecido em 1972 que permitia aos cidadãos israelenses visitar o país andino sem visto prévio.
Outro caso de anti-semitismo do governo boliviano ocorreu em 12 de agosto de 2014, do presidente da Câmara dos Deputados, Marcelo Elío Chávez, pertencente ao Movimento pelo Socialismo, afirmando publicamente que "Infelizmente, o povo judeu, que foi massacrado durante a Segunda Guerra Mundial, não aprendeu a lição e agora se junta ao imperialismo dos EUA." Depois da queda de Evo Morales houve uma voltas de filhos de fascistas que moravam no país e que eram antissemitas.